# くにびき農業協同組合
くにびき農業協同組合（くにびきのうぎょうきょうどうくみあい、通称JAくにびき）は、島根県松江市に本店を置いていた農業協同組合。
ATMでは、JAバンクのカードは稼働時間内の終日において、また三菱東京UFJ銀行（現・三菱UFJ銀行）のカードは平日のみにおいて、それぞれ自行扱いとなっていた。

## 歴史
- 1993年8月1日 旧JA松江市・旧JA八束郡2JAの合併により、くにびき農業協同組合（JAくにびき）が発足。
- 2015年3月1日を以て島根県の他の農業協同組合と合併して島根県農業協同組合（JAしまね）のくにびき地区本部となった(旧本店の信用事業は、くにびき支店)。

## 業務区域
- 島根県松江市